# Oaxtepec
Oaxtepec är en ort i Mexiko.   Den ligger i kommunen Yautepec och delstaten Morelos, i den sydöstra delen av landet, 60 km söder om huvudstaden Mexico City. Oaxtepec ligger 1 461 meter över havet och antalet invånare är 6 993.
Terrängen runt Oaxtepec är kuperad norrut, men söderut är den platt. Runt Oaxtepec är det mycket tätbefolkat, med 1 056 invånare per kvadratkilometer. Närmaste större samhälle är Cuautla Morelos, 12,2 km söder om Oaxtepec. Omgivningarna runt Oaxtepec är en mosaik av jordbruksmark och naturlig växtlighet.